# Daemonorops hirsuta
Daemonorops hirsuta là loài thực vật có hoa thuộc họ Arecaceae. Loài này được Blume mô tả khoa học đầu tiên năm 1843.